# 구르주
구르주(Ghowr/Ghūr, 파슈토어: د غور ولايت, 다리어: غور/ولایت غور)는 아프가니스탄 중부의 주이다. 주도는 체그체란.
힌두쿠시산맥의 최서단에 위치하는 산악 지대에서 헬만드강, 하리루드강등 많은 강의 상류가 뚫은 계곡 지대와 산맥이 위치해 있다. 서쪽에는 헤라트가 있고, 동쪽으로는 카불과 중앙아시아를 연결하는 교통의 요충 바미얀이 위치해 있다.

## 같이 보기
- 하자리스탄
- 아프가니스탄의 주